# Avenida Honorio Delgado
La avenida Honorio Delgado es una de las principales avenidas del distrito de San Martín de Porres, en la ciudad de Lima, capital del Perú. Se extiende de este a oeste, a lo largo de cinco cuadras.

## Recorrido
Se inicia en la avenida Túpac Amaru, siguiendo el trazo de una calle perteneciente al campus de la Universidad Nacional de Ingeniería, donde se ubica la estación Honorio Delgado del Metropolitano. En la cuadra 4, se ubica el campus central de la Universidad Peruana Cayetano Heredia.